# 何塞·比达·索里亚
何塞·比达·索里亚（西班牙語：José Vida Soria，1937年9月19日—2019年1月3日）是西班牙法学家，前格拉纳达大学校长。

## 生平
1937年9月19日出生于格拉纳达。毕业于格拉纳达大学和马德里大学，后在格拉纳达大学担任劳动法讲师。1974年加入西班牙工人社会党，1977年至1982年，担任西班牙眾議院议员，代表格拉纳达选区。1981年，在听说政变发生后，他试图进入国会大厅，却被国民警卫队拦下。随后，他回到母校格拉纳达大学，在1984年至1989年担任校长。他被授予宪法功绩勋章和圣雷蒙多·佩尼亚福特勋章。
他被查出患有癌症，于2019年1月3日去世，享年81岁。